# Emperador Ningzong de Yuan
Rinchinbal (Mongol clásico: Rinčinbal; Mongol Khalkha:Ринчинбал Rinchinbal del Tibetano rin chen dpal; * 1 de mayo de 1326 – † 14 de diciembre de 1332) fue el XIV° gran khan del Imperio mongol y emperador de la china dinastía Yuan.
Fue el segundo hijo de Kuśala Khutughtu Khan y hermano menor de Toghon Temür. Su madre fue Babusha, de la tribu Naiman, que lo dio a luz cuando su padre vivía exiliado en el Asia central.
Al morir su padre Kuśala, al que sucedió Tugh Temür, Rinchinbal fue nombrado Príncipe de Fu. Aunque cuando Tugh Temür Khan murió en 1332 tenía un hijo, El Tegüs, su viuda y la madre de El Tegüs, Budashiri Khatun, respetaron la voluntad de Tugh Temür de que lo sucediera el hijo de Kuśala en vez de El Tegüs.
El gobernante de facto, El Temür, quien era sospechoso de haber envenenado a Kusala, deseaba mantener alejado de la capital (Dadu) al primogénito de Kuśala, Toghon Temür, que se hallaba en Yunnan. Como Rinchinbal estaba en Dadu y había sido favorecido por Tugh Temür, El Temür decidió proclamarlo como gran-khan, pero murió dos meses después, cuando solamente tenía siete años de edad.
El Temür pidió a Budashiri que se proclamara a El Tegüs, pero la petición no fue autorizada, y El Temür no tuvo más salida que invitar a Toghun Temür a regresar a la capital y ascender al trono.
- Datos: Q8664

: 